# Eric Viscaal
Eric Viscaal (ur. 20 marca 1968 w Eindhoven) – piłkarz holenderski grający na pozycji napastnika.

## Kariera klubowa
Pierwszym klubem Viscaala w karierze był mały zespół RKVV Tongelre. Dopiero z czasem trafił do PSV Eindhoven, gdzie najpierw grał w drużynach juniorskich, a potem w 1986 został włączony do kadry pierwszego zespołu. W Eredivisie Viscaal zadebiutował 5 października 1986 w wygranym 2:0 wyjazdowym meczu z FC Den Bosch. W tym samym sezonie został mistrzem Holandii, ale udział w tym sukcesie miał niewielki (4 mecze). W 1988 roku grał już więcej – 20 meczów, 8 goli – i znów został mistrzem kraju, a do tego z PSV osiągnął największy sukces w historii klubu, jakim było zdobycie Pucharu Mistrzów.
Latem 1988 Viscaal wyjechał do Belgii. Najpierw przez sezon grał w KSK Beveren, w którym zdobywając 17 goli był najlepszym strzelcem zespołu oraz wybrany Najlepszym Młodym Piłkarzem Roku, a potem przez kolejny w Lierse SK, gdzie także był skuteczny strzelając 14 goli. W 1990 roku znów zmienił barwy klubowe, tym razem podpisując kontrakt z KAA Gent, do którego przeszedł za milion guldenów. W Gent utrzymywał wysoką formę i popisywał się skutecznością, niemal rok w rok będąc najlepszym strzelcem zespołu. W kolejnych sezonach w klubie z Gandawy zdobywał 12, 15, 12, 14 i 4 gole, jednak zespołowo nie osiągnął większych sukcesów.
Latem 1995 Viscaal przeszedł do szwajcarskiego Grasshopper Club. Grał tam jednak tylko pół roku, ale miał pewien udział w wywalczeniu mistrzostwa Szwajcarii. W styczniu 1996 wrócił do Holandii zostając piłkarzem De Graafschap. W tym średniaku Eredivisie grał przez pełne 5 lat i zdobył dla niego ponad 50 bramek. W styczniu 2001 Viscaal ponownie grał w belgijskim klubie, tym razem był to KV Mechelen. Przeżył z nim spadek z ekstraklasy, a w sezonie 2001/2002 powrót do niej, wrócił do niej jednak tylko na rok. W 2003 roku Viscaal grał jeszcze w amatorskim zespole Dilbeek Sport, po czym zakończył karierę sportową.
| Sezon   | Klub             | Kraj               | Rozgrywki  | Mecze | Bramki |
| ------- | ---------------- | ------------------ | ---------- | ----- | ------ |
| 1986/87 | PSV Eindhoven    | Eredivisie         | Holandia   | 4     | 0      |
| 1987/88 | PSV Eindhoven    | Eredivisie         | Holandia   | 20    | 8      |
| 1988/89 | KSK Beveren      | Eerste Klasse      | Belgia     | 34    | 17     |
| 1989/90 | Lierse SK        | Eerste Klasse      | Belgia     | 29    | 14     |
| 1990/91 | KAA Gent         | Eerste Klasse      | Belgia     | 31    | 12     |
| 1991/92 | KAA Gent         | Eerste Klasse      | Belgia     | 32    | 15     |
| 1992/93 | KAA Gent         | Eerste Klasse      | Belgia     | 31    | 12     |
| 1993/94 | KAA Gent         | Eerste Klasse      | Belgia     | 30    | 14     |
| 1994/95 | KAA Gent         | Eerste Klasse      | Belgia     | 29    | 4      |
| 1995/96 | Grasshopper Club | Swiss Super League | Szwajcaria | 13    | 7      |
| 1995/96 | De Graafschap    | Eredivisie         | Holandia   | 18    | 9      |
| 1996/97 | De Graafschap    | Eredivisie         | Holandia   | 31    | 9      |
| 1997/98 | De Graafschap    | Eredivisie         | Holandia   | 31    | 14     |
| 1998/99 | De Graafschap    | Eredivisie         | Holandia   | 32    | 10     |
| 1999/00 | De Graafschap    | Eredivisie         | Holandia   | 32    | 10     |
| 2000/01 | De Graafschap    | Eredivisie         | Holandia   | 21    | 4      |
| 2000/01 | KV Mechelen      | Eerste Klasse      | Belgia     | 8     | 0      |
| 2001/02 | KV Mechelen      | Tweede Klasse      | Belgia     | 29    | 5      |
| 2002/03 | KV Mechelen      | Eerste Klasse      | Belgia     | 14    | 3      |

## Kariera reprezentacyjna
W reprezentacji Holandii Viscaal zadebiutował 12 lutego 1992 w przegranym 0:2 meczu z reprezentacją Portugalii (w 46. minucie zmienił Dennisa Bergkampa). W tym samym roku Rinus Michels powołał Viscaala do kadry na Euro 1992 w Szwecji. Zagrał tam tylko 9 minut w grupowym meczu z WNP, a z imprezy tej przywiózł brązowy medal za 3.-4. miejsce. Łącznie w reprezentacji Holandii Viscaal wystąpił w 5 meczach i nie zdobył w nich gola.

## Sukcesy
- Mistrzostwo Holandii: 1988 z PSV
- Mistrzostwo Szwajcarii: 1996 z Grasshoppers
- Puchar Mistrzów: 1988 z PSV
- 3.-4. miejsce w ME: 1992